# Димона
Димо́на  (ивр. דימונה‎) — город в Израиле, расположенный в пустыне Негев, в 36 км к юго-востоку от Беэр-Шевы.

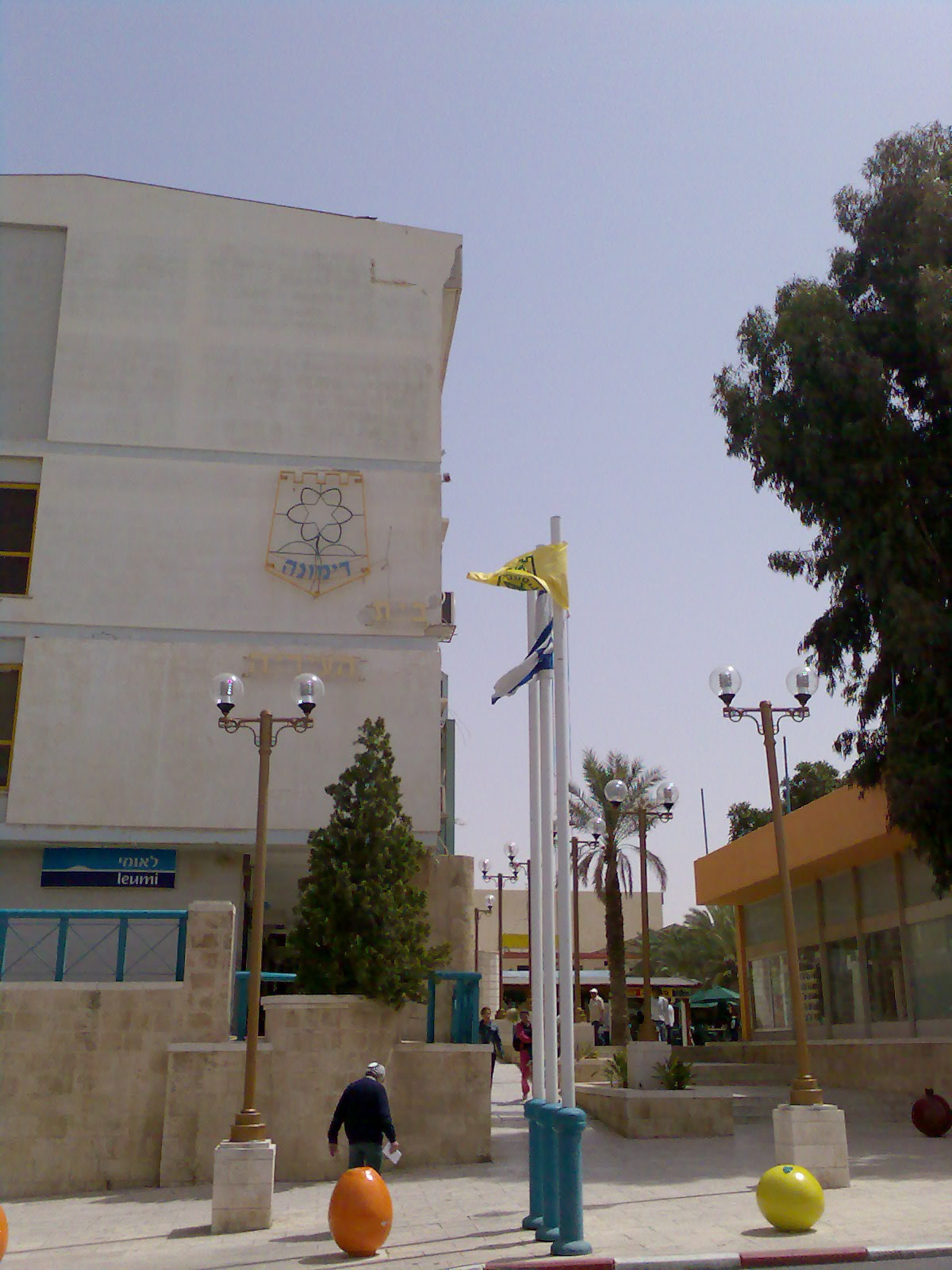
Мэрия

Димона находится на Негевской возвышенности на высоте 600 метров над уровнем моря, 36 км на запад от Мёртвого моря (его южной части) и 36 км южнее Беер-Шевы. Через Димону проходит автострада, ведущая из центральных районов Израиля в расположенный на берегу Красного моря курортный город Эйлат. Основана Димона в 1955 году как поселение для работников фосфатных разработок и производства поташа в районе Мёртвого моря. Численность населения Димоны — 41 000 человек.
На побережье Мёртвого моря находятся основные израильские месторождения полезных ископаемых: поташ, бром, йод, магний и прочие, вблизи от которых расположены крупные перерабатывающие предприятия — «Заводы Мёртвого моря», «Фосфаты» и пр., а также расположены многочисленные гостиницы. Поблизости от Димоны находится ядерный реактор и центр ядерных исследований, с которым связывают возможное производство Израилем ядерного оружия. Граждане, проживающие в Димоне, имеют существенные льготы на подоходный налог.
В нескольких километрах от города находится археологический заповедник «Мамшит» — руины древнего города набатеев.
Димона входит в список «городов развития».
В окрестностях Димоны археологи нашли стоянку каменного века возрастом 100 тыс. лет. Димонская стоянка представляет собой самый северный пример нубийских кремнёвых изделий техники Леваллуа (Nubian Levallois), найденных in situ.
Димона входит в число 59 населённых пунктов Израиля, жителям которых положены льготы по подоходному налогу.
Димона — самая южная станция железнодорожной системы страны. Однако в июле 2023 года правительство обнародовало план продления путей до Эйлата. Участок должен стать частью высокоскоростной железной дороги. Предварительная стоимость нового строительства оценивается в 40 млрд шекелей.

## Население
По данным Центрального статистического бюро Израиля, население на начало 2020 года составляло 34 500 человек.
Среднемесячная заработная плата работника в течение 2019 года составила 8616 шекелей (в среднем по стране — 9745 шекелей).